# Martini (còctel)
El Martini o Martini sec (Dry Martini en anglès) és un dels còctel més coneguts, compost de ginebra amb un raig de vermut. Sol servir-se en copa de còctel, adornat amb una oliva. Existeixen nombroses variants del Martini, encara que potser la més coneguda sigui el Vodka Martini, on se substitueix la ginebra per vodka.

## Preparació
Segons la IBA (International Bartenders Association), la recepta del Martini consta de:
- 5.5 cl Ginebra (o vodka per al Vodka Martini)
- 1.5 cl Vermut sec

Els ingredients s'afegeixen en un got de barreja amb glaçons de gel, i s'ha de remoure bé. Es serveix sense gel, en una copa de còctel refredada, esprement l'oli de la pell d'una llimona o adornat amb una oliva creuada.

### Variacions
A més del Vodka Martini, hi ha diverses variacions de la recepta, com:
- el Martini dolç, en què se substitueix el vermut sec per vermut vermell i es decora amb una cirera confitada;
- el Perfect Martini (Martini perfecte), compost de 5.5 cl de ginebra, 1.0 cl de vermut sec i 1.0 cl de vermut vermell, decorat amb pell de llimona o una cirera al marasquino (confitada).
- el Gibson, un martini servit amb una o dues cebetes perla en comptes de la clàssica oliva.

## Història
El Martini sembla haver estat creat cap a 1910. El seu nom podria derivar del Sr. Martini, cap de barra de la sala Knickerbocker Club de Nova York a la primera dècada del segle xx. Una altra teoria ho relaciona amb un Sr Martínez, que va poder inventar el còctel en un bar de Boston, a la fi del segle xix. També pot derivar de la marca de vermut Martini&Rossi, que exportaven els seus productes als Estats Units molt abans que el còctel existís.
Existeixen nombroses anècdotes o llegendes relacionades amb el Martini. Quan es va derogar la Llei seca nord-americà, el recentment elegit president  Franklin Delano Roosevelt va preparar un Martini sec a la Casa Blanca per oficialitzar el mandat; anys després, a la Conferència de Teheran de 1943, el mateix Roosevelt li va preparar un Martini a Stalin, qui va opinar que «refreda més l'estómac que una altra cosa», opinió desmentida pel seu successor, Nikita Khrusxov, que després de beure un d'especialment fort va dir que era «la més letal de les armes nord-americanes».
Són també diverses les teories i llegendes sobre les proporcions exactes del Martini. Es diu que el primer ministre britànic Winston Churchill era conegut per preferir un Martini sec al qual «mostrava», sense afegir, el vermut. També es diu que a Ernest Hemingway li agradava amb una alta proporció de ginebra (15 a 1), en comptes de la barreja clàssica (8 a 2).
És també coneguda la discussió sobre la manera de preparació del Martini, representada en la cultura popular a la figura de James Bond, el personatge del novel·lista anglès Ian Fleming, qui en totes les seves pel·lícules, quan demana la seva beguda preferida, afegeix: «agitat, no remogut», el que s'anomena en rigor un "Bradford". W. Somerset Maugham va declarar d'altra banda que "un Martini ha sempre ser remogut, no agitat, de manera que les molècules descansin sensualment unes sobre les altres». La diferència entre barrejar o agitar el còctel és realment indistingible, i l'elecció d'un o altre mètode recau en la creença que, d'alguna manera, la beguda es veu afectada per la manera de preparació.
La seva popularitat és tal que ha donat nom a la copa més universal pels còctels, de forma cònica, que es denomina copa de martini o de còctel.

## En la cultura popular
- L'agent fictici del Servei Secret Britànic James Bond és famós per demanar sempre un "martini amb vodka, mesclat, no agitat".[11]
  - La frase apareix per primer cop, però sense l'especificació de "vodka", el quart llibre de la sèrie de novel·les Bond d'Ian Fleming a Diamond are forever (1956), però no és el personatge de Bond qui ho diu.[12]
  - Una variació de la frase és pronunciada pel malvat Dr. Julius No, en la primera pel·lícula de Bond, Agent 007 contra el Dr. No (1962), però novament, Bond no és el personatge que ho diu.[12]
  - A Casino Royale, Fleming va inventar el Vesper martini, amb ginebra, vodka i Kina Lillet.
  - Va ser pronunciat per primera vegada pel mateix personatge de Bond (Sean Connery), completament, en la tercera pel·lícula de Bond, Goldfinger (1964).[12]
- En el programa de televisió estatunidenc I Dream of Jeannie, Jeannie fa brotar un vodka martini d'una roca en el desert per al Capità Nelson, que l'anomena la seva "poció favorita" (tot i que en aquell moment necessitava aigua).
- En la comèdia estatunidenca, M*A*S*H, el personatge principal Benjamin "Hawkeye" Pierce, té una destileria de ginebra en la seva botiga, que utilitza per fer martinis, en gairebé tots els capítols.